# Mart (Texas)
Mart is een plaats (city) in de Amerikaanse staat Texas, en valt bestuurlijk gezien onder Limestone County en McLennan County.

## Demografie
Bij de volkstelling in 2000 werd het aantal inwoners vastgesteld op 2273.
In 2006 is het aantal inwoners door het United States Census Bureau geschat op 2484, een stijging van 211 (9,3%).

## Geografie
Volgens het United States Census Bureau beslaat de plaats een oppervlakte van
3,5 km², geheel bestaande uit land. Mart ligt op ongeveer 160 m boven zeeniveau.

## Plaatsen in de nabije omgeving
De onderstaande figuur toont nabijgelegen plaatsen in een straal van 28 km rond Mart.

## Geboren
- Edward Donnall Thomas (1920-2012), arts, professor en Nobelprijswinnaar (1990)